# Jardim São Luís (district de São Paulo)

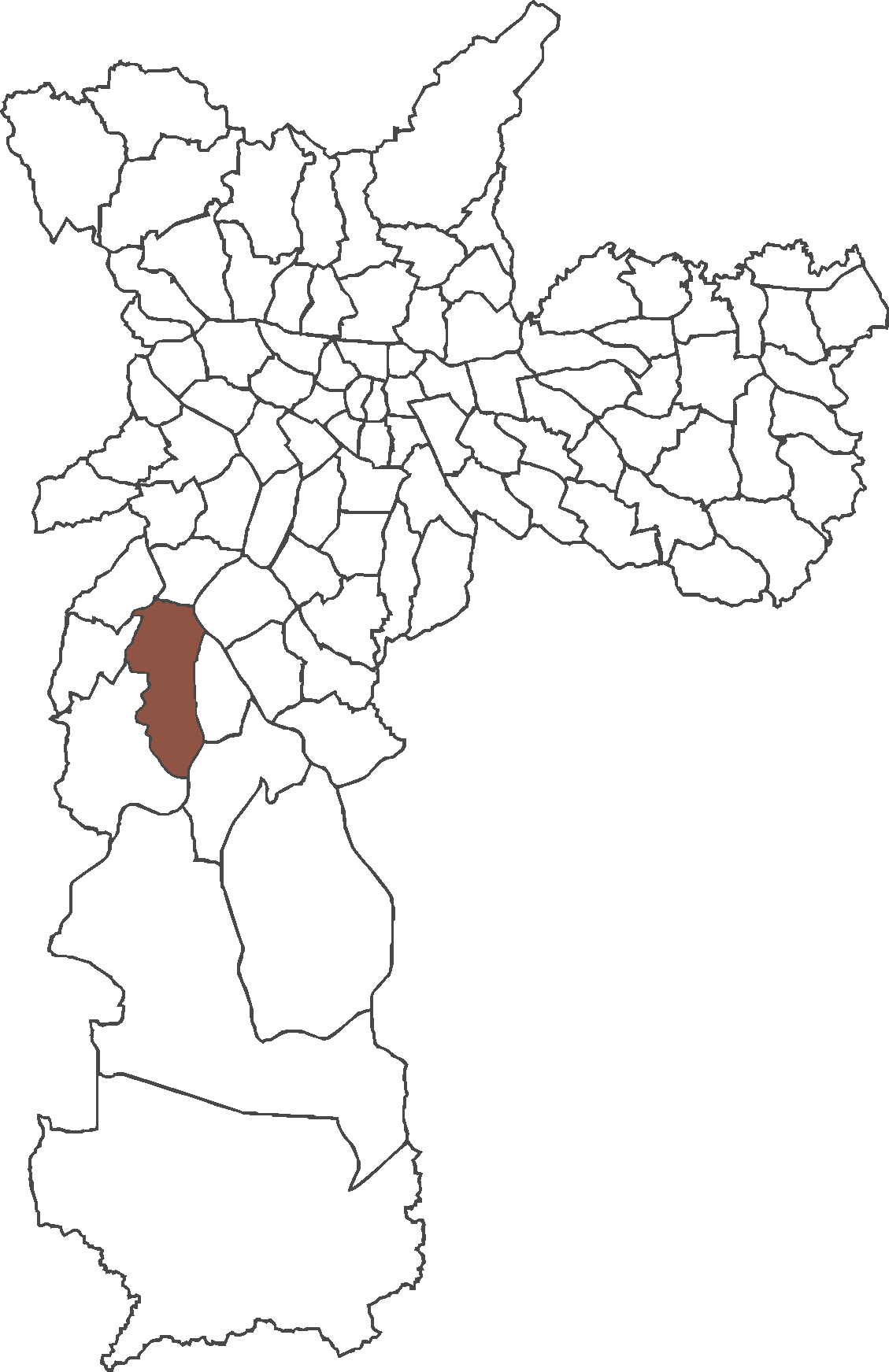
CARTE

Jardim São Luís est un district de la zone sud de la municipalité brésilienne de São Paulo. Elle appartient administrativement à la sous-préfecture de M'Boi Mirim, avec l'arrondissement de Jardim Ângela.
Jardim São Luís est l'un des dix quartiers les plus densément peuplés de la ville de São Paulo, actuellement au sixième rang, avec plus de 260 000 habitants, selon une projection de la Fondation Seade. Il est à l’origine l’un des nombreux villages ouvriers popularisés entre les années 1950 et 1960 grâce au puissant processus industriel qui a amené des travailleurs de tout le Brésil dans la région.
Les districts de Jardim São Luís et Jardim Ângela faisaient autrefois partie de la sous-préfecture de Capão Redondo. Avec le nouveau plan local d'urbanisme de la municipalité (LOI Nº 13.430, DU 13 SEPTEMBRE 2002) institué sous l'administration Marta Suplicy, les deux districts ont acquis une certaine autonomie.
Ce district borde les districts de Vila Andrade, Santo Amaro, Socorro, Cidade Dutra, Jardim Ângela, Capão Redondo et Campo Limpo.
Les points de repère du quartier sont le Centro Empresarial de São Paulo (Cenesp) et le cimetière São Luís.
Le district de Jardim São Luís est une région avec de nombreux bidonvilles, des projets de logement et plusieurs problèmes des régions périphériques de la ville. Le district a 1 Fatec, qui est la Fatec-Zona Sul Dom Paulo Evaristo Arns et 1 Etec, qui est l'Etec Zona Sul Carolinha Carinhato Sampaio. Les deux unités educatives sont situées à la rua Frederico Grotte.